# Хрвоє Миличевич
Хрвоє Миличевич (хорв. Hrvoje Miličević, нар. 20 квітня 1993, Мостар) — боснійський та хорватський футболіст, центральний захисник кіпрського клубу АЕК (Ларнака) та національної збірної Боснії і Герцеговини.

## Клубна кар'єра
Народився 20 квітня 1993 року в місті Мостар. Вихованець клубу «Зріньскі» з рідного міста. У дорослому футболі дебютував 2010 року виступами за цю ж команду, в якій провів чотири сезони, взявши участь у 74 матчах чемпіонату.
У січні 2014 року Миличевич перейшов до «Пескари» з італійської Серії B, але не зміг дебютувати за команду в офіційних змаганнях, оскільки у березні отримав серйозну травму. В результаті у січні 2015 року він був відданий в оренду в «Терамо» з Ліги Про, третього дивізіону країни, і допоміг команді його виграти, завдяки чому команда вперше в історії вийшла до Серії B. Втім незабаром титул був анульований після виявлення договірних матчів команди. У наступному сезоні Миличевич також на правах оренди грав за іншу команду третього дивізіону «Л'Аквіла».
Влітку 2016 року Хрвоє повернувся до «Пескари» і 2 квітня 2017 року дебютував у Серії А під час матчу проти «Мілану» (1:1), відігравши останні 5 хвилин матчу. Всього до кінця сезону він зіграв лише у трьох матчах, так і не закріпившись в команді, через що не був зареєстрований «Пескарою» на першу половину нового сезону 2017/18 і наприкінці січня 2018 року його контракт було розірвано за обопільною згодою.
На початку 2018 року перейшов до казахстанського «Актобе», де провів наступні два сезони, після чого на початку 2020 року повернувся на батьківщину і підписав контракт із «Сараєво». За підсумками сезону 2019/20 Миличевич виграв з командою чемпіонат Боснії і Герцеговини, а наступного року став володарем національного кубка. Після цього у червні 2021 року Миличевич розірвав контракт із «Сараєво» і покинув клуб.
Влітку 2021 року уклав контракт з кіпрським клубом АЕК (Ларнака). Станом на 14 червня 2022 року відіграв за клуб з Ларнаки 28 матчів в національному чемпіонаті.

## Виступи за збірні
Будучи боснійським хорватом, Миличевич вирішив представляти Хорватію на молодіжних рівнях. 2011 року дебютував у складі юнацької збірної Хорватії (U-19) і загалом на юнацькому рівні взяв участь у 15 іграх.
2013 року залучався до складу молодіжної збірної Хорватії. На молодіжному рівні зіграв у 5 офіційних матчах.
Не отримуючи запрошення до національної збірної Хорватії, навесні 2022 року Хрвоє прийняв виклик від головного тренера національної збірної Боснії і Герцеговини Івайло Петева і 25 березня дебютував в офіційних матчах у складі боснійської збірної в товариському матчі проти Грузії (0:1), вийшовши на заміну на 56 хвилині замість Синиши Саничанина.
| Дата      | Місто  | Господарі            | Результат | Гості      | Турнір                               | Голи | Примітки |
| --------- | ------ | -------------------- | --------- | ---------- | ------------------------------------ | ---- | -------- |
| 25-3-2022 | Зениця | Боснія і Герцеговина | 0 – 1     | Грузія     | товариський матч                     | -    | 59'      |
| 29-3-2022 | Зениця | Боснія і Герцеговина | 1 – 0     | Люксембург | товариський матч                     | -    | 46'      |
| 14-6-2022 | Зениця | Боснія і Герцеговина | 3 – 2     | Фінляндія  | Ліга націй УЄФА 2022-2023 - 1-й етап | -    | 46'      |
| Усього    |        | Матчів               | 3         |            | Голів                                | 0    |          |

## Титули і досягнення
- Чемпіон Боснії і Герцеговини (1):

«Сараєво»: 2019-20
- Володар Кубка Боснії і Герцеговини (1):

«Сараєво»: 2020-21
- Володар Кубка Кіпру (1):

АЕК: 2024-25